# Cetona
Cetona település Olaszországban, Toszkána régióban, Siena megyében. Lakosainak száma 2488 fő (2023. január 1.). Cetona San Casciano dei Bagni, Chiusi, Sarteano, Città della Pieve és Fabro községekkel határos.

## Fekvése
A Monte Cetona nevű hegy közelében, Torrita de Sienától délre, a tartományi fővárostól Sienatól 60 km-re délkeletre és a regionális fővárostól Florencetől 100 km-re délkeletre fekvő település.
A szomszédos települések: Chiusi Città della Pieve (PG), Fabro (TR), San Casciano dei Bagni és Sarteano.

## Története

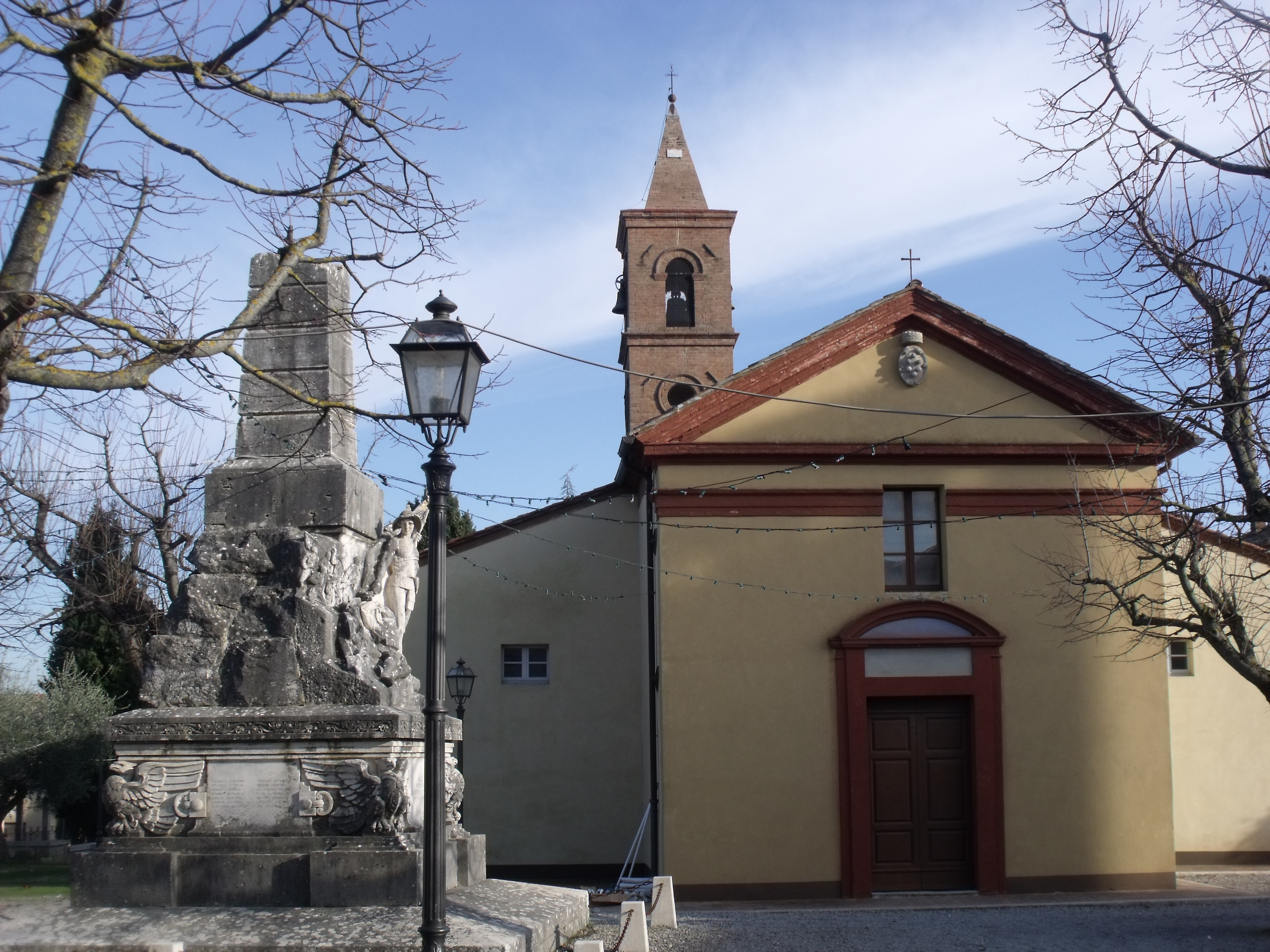

Cetona nevének eredetéről többféle feltételezés alakult ki: Cetona vagy Citonia a latin caedita 
(Tetszik vagy kiirtott) szóból származik. Míg más források szerint a Cetona név egy etruszk település közelében Bach CHIETENO jöhetett létre.
Cetona városa egy hegyen álló vár (Rocca) körül terül el. A vár első említése 1207-ből való, és az Aldobrandeschi család birtokaihoz tartozott. Cetonát egy hosszú vita után 1260-ban Siena Orvieto foglalta el, kinek 1354-ig volt uralma alatt, majd az uralmat Gróf Monte Marte és Corbara vette át 1367-ig, amikor a pápai állam elfoglalta a területet. 1418-ban Braccio da Montone, Perugia ura foglalta el Cetonát. Ezután a  Sienai Köztársaságé lett, amely megerősítette a várfalakat és 3 kaput is építettek. 1455-ben Cetonát  a condottiere Jacopo Piccinino fia, Niccolò Piccinino foglalták el rövid időre. A várat a Sienai Köztársaság, 1458-ban vissdzafoglalta és megerősítette a város falait. Egy időre a Toscanai Nagyhercegségé is volt. Az 1777-es önkormányzati reform idején  Cetona először Sarteanóhoz került, majd 1807-ben önálló község lett.

## Nevezetességek
- Collegiata della Santissima Trinita - templom
- A vár / Rocca / Castello di Cetona
- Kolostor

## Galéria

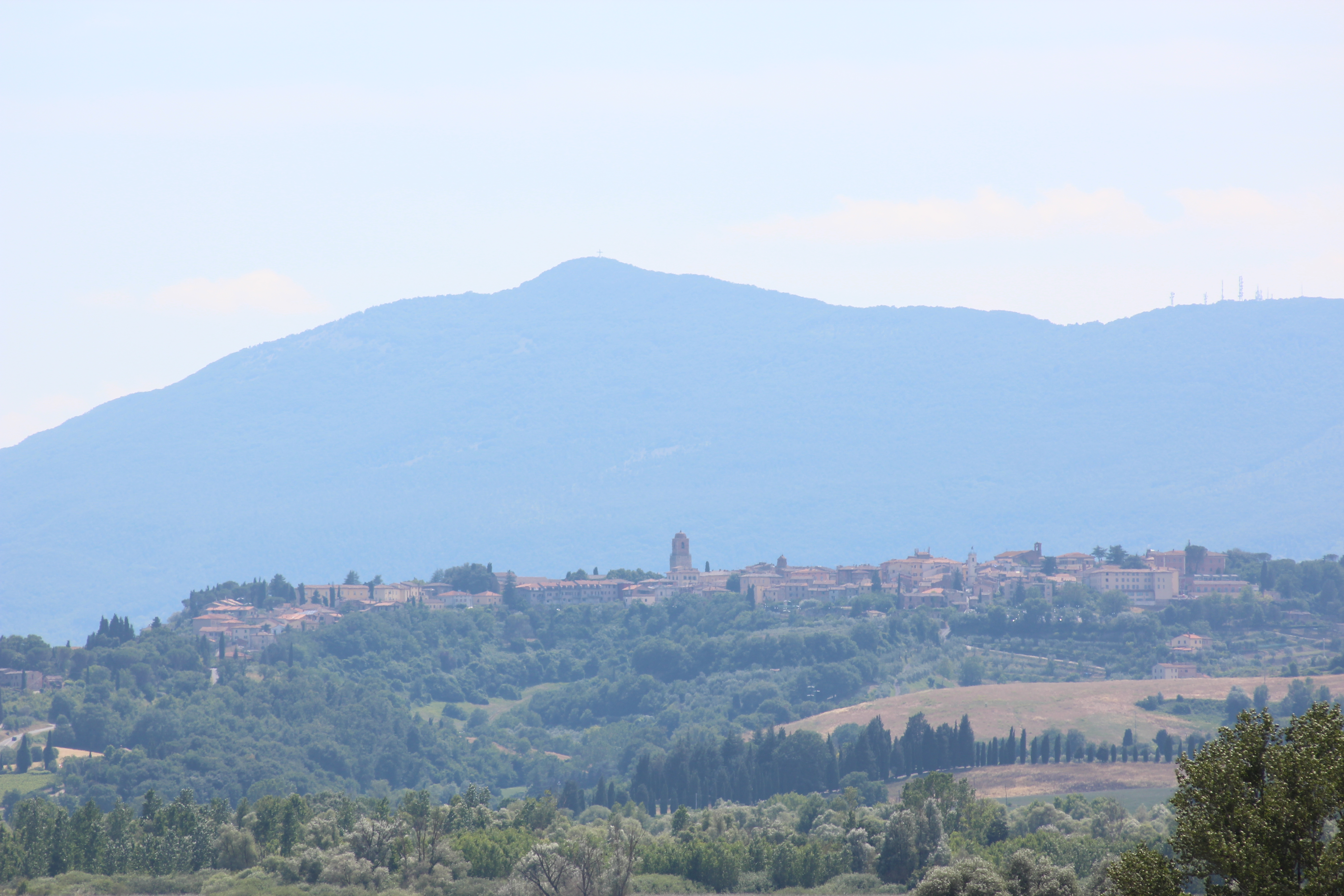
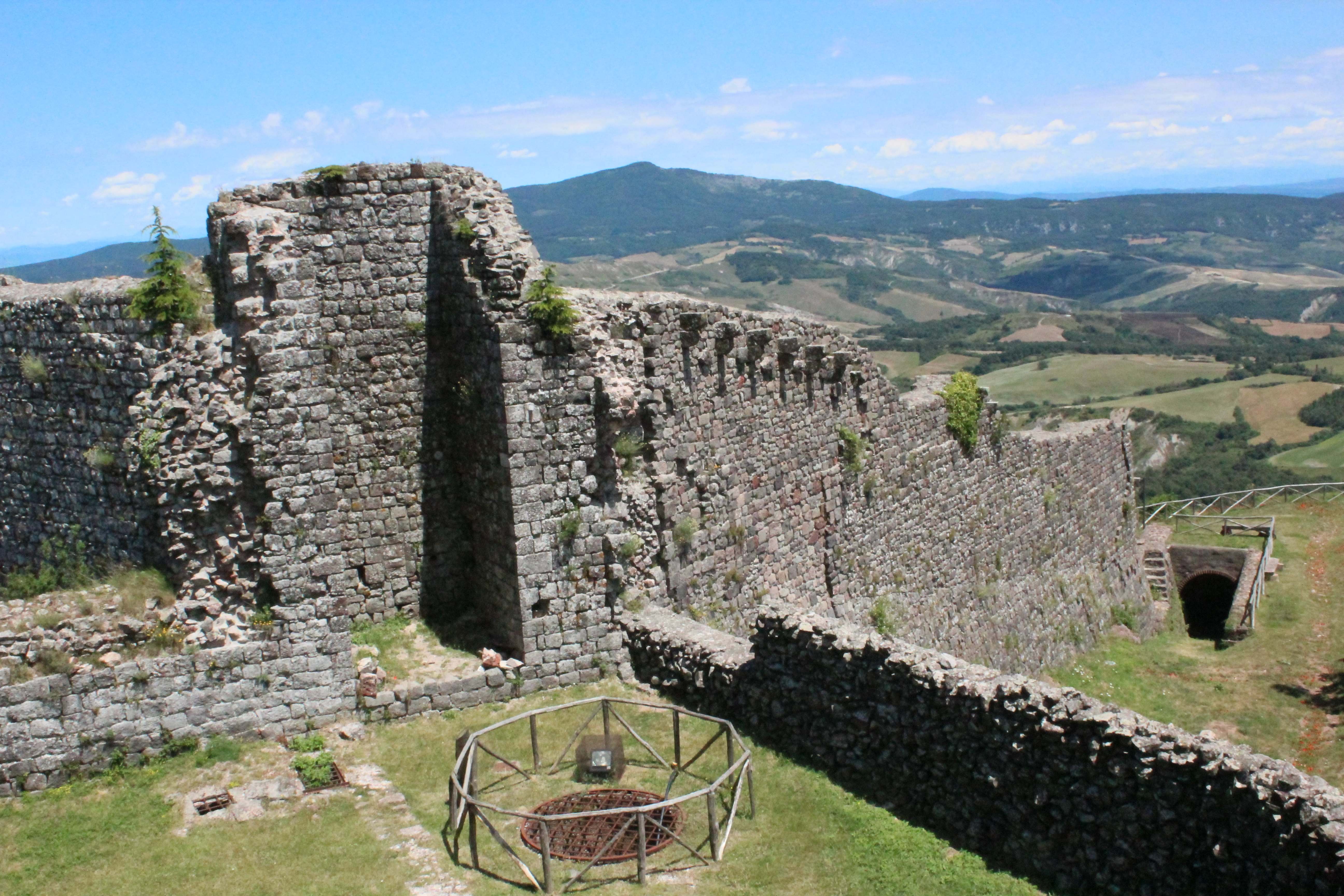
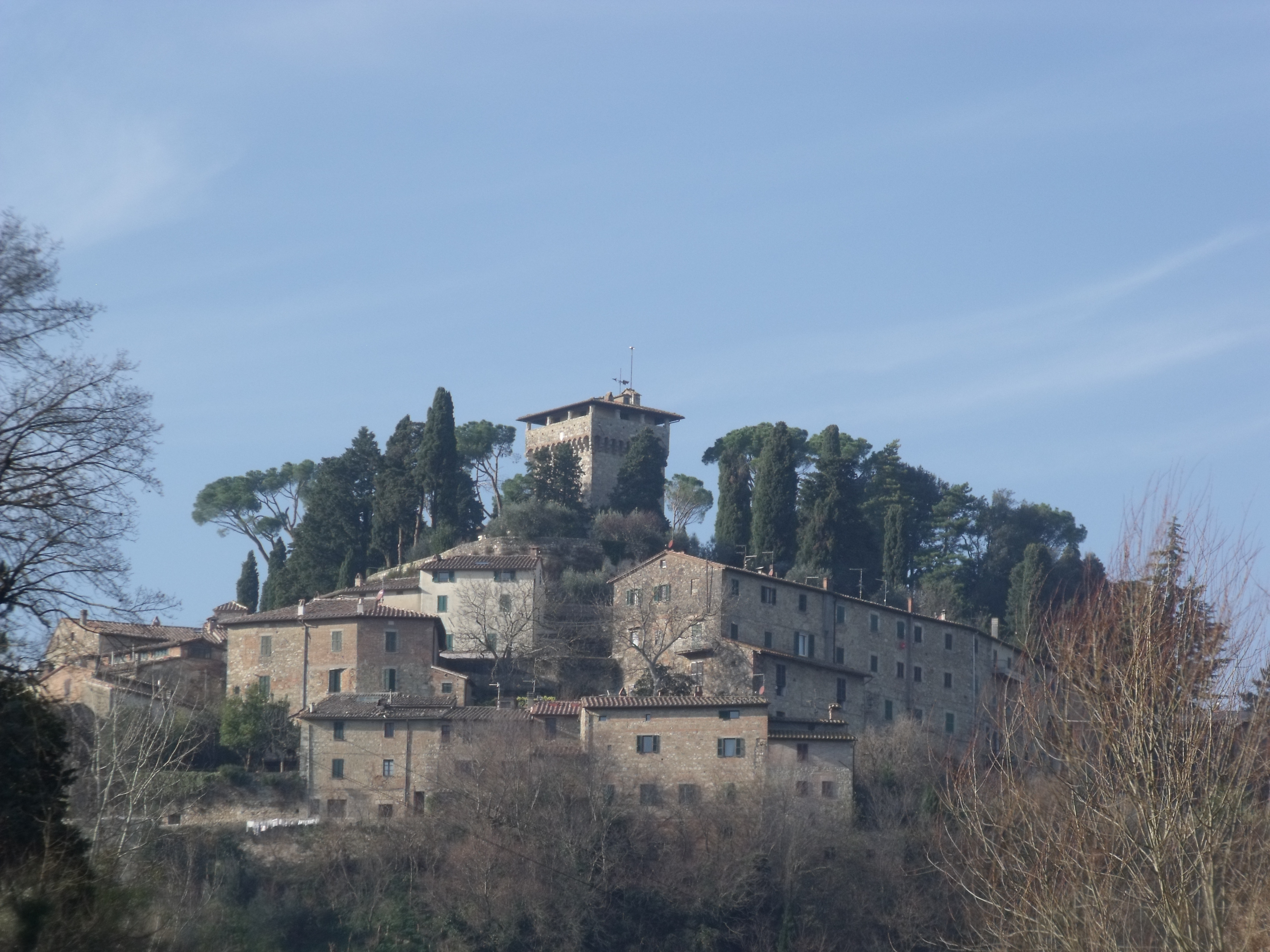
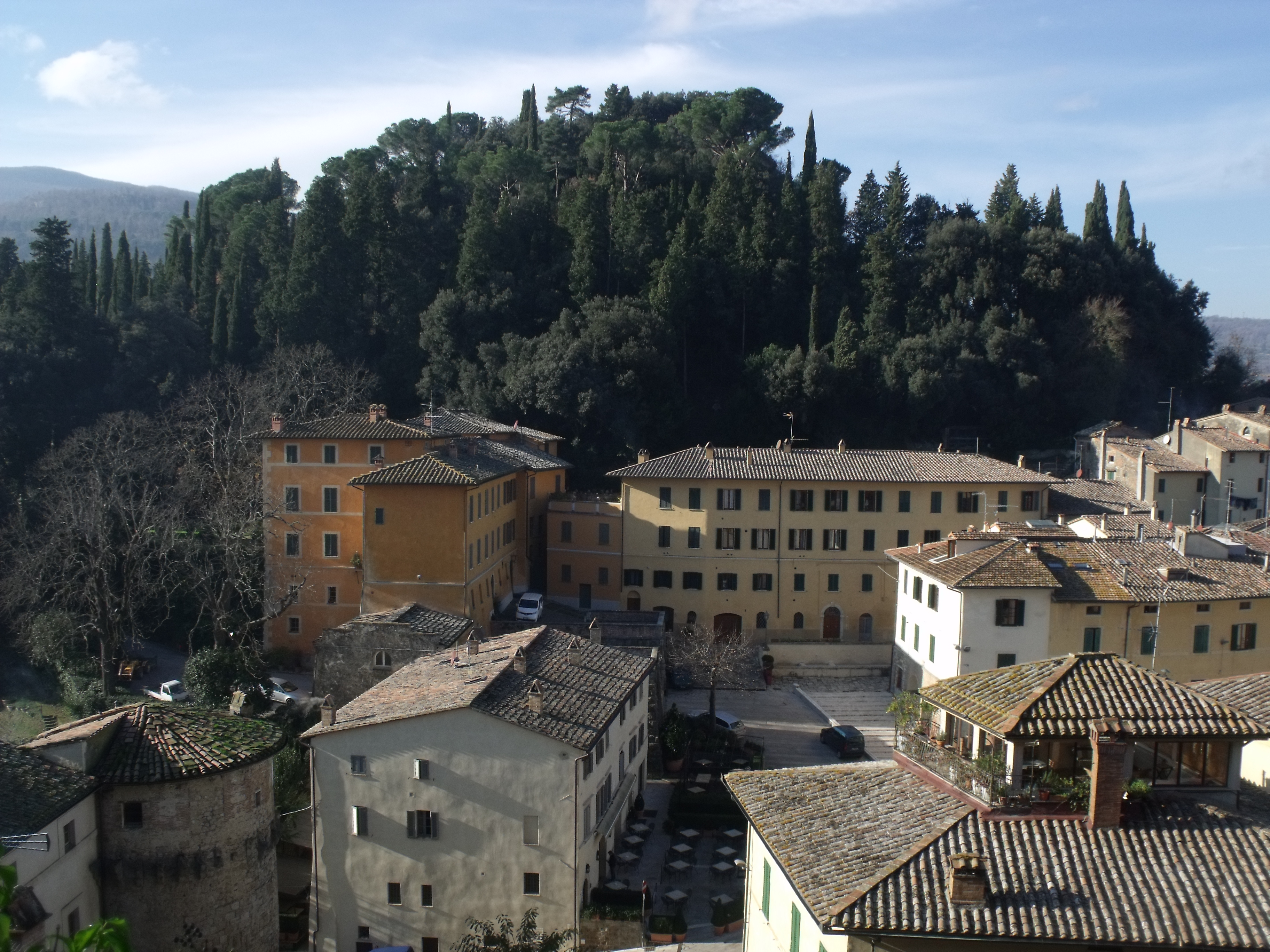
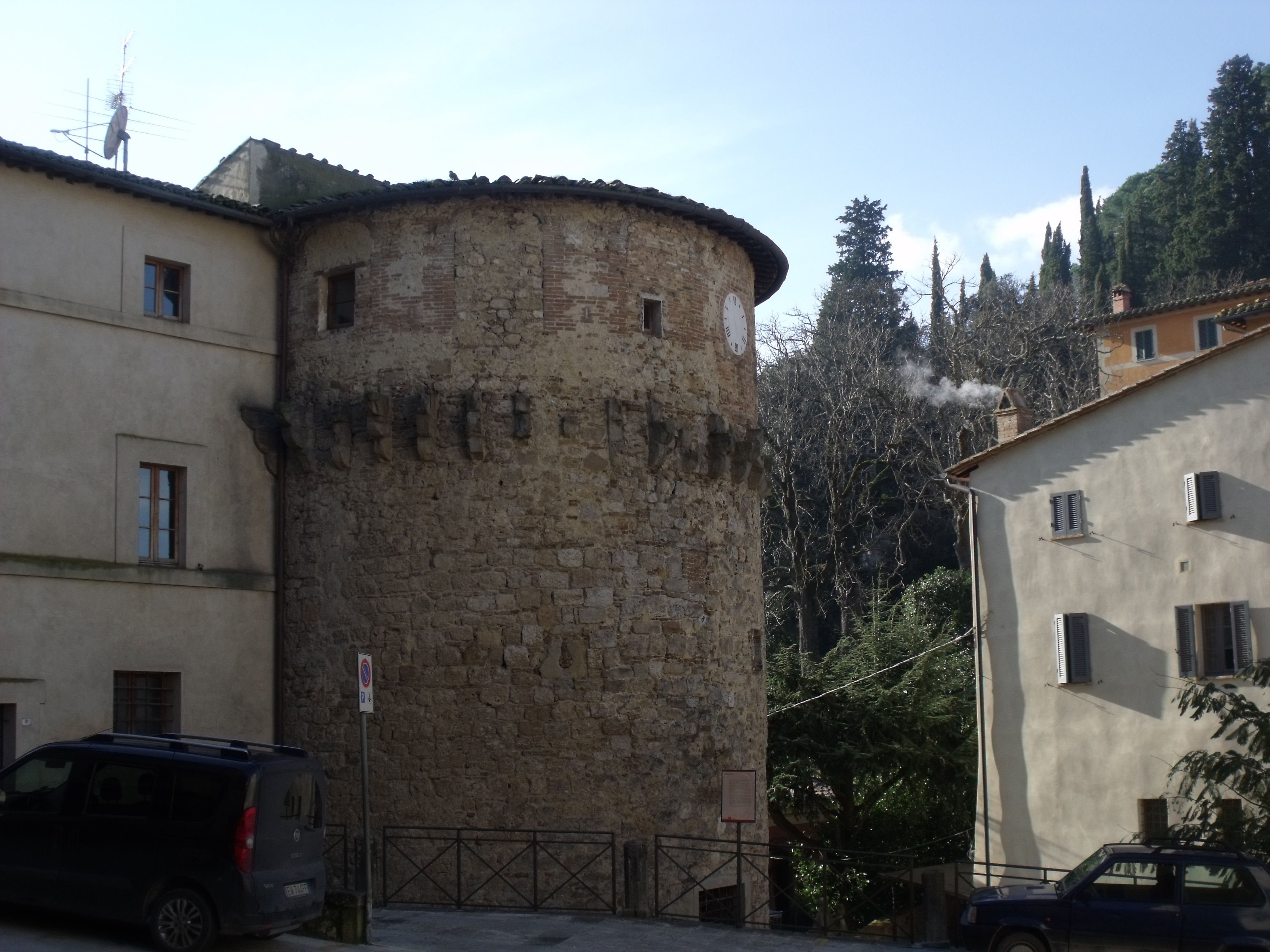
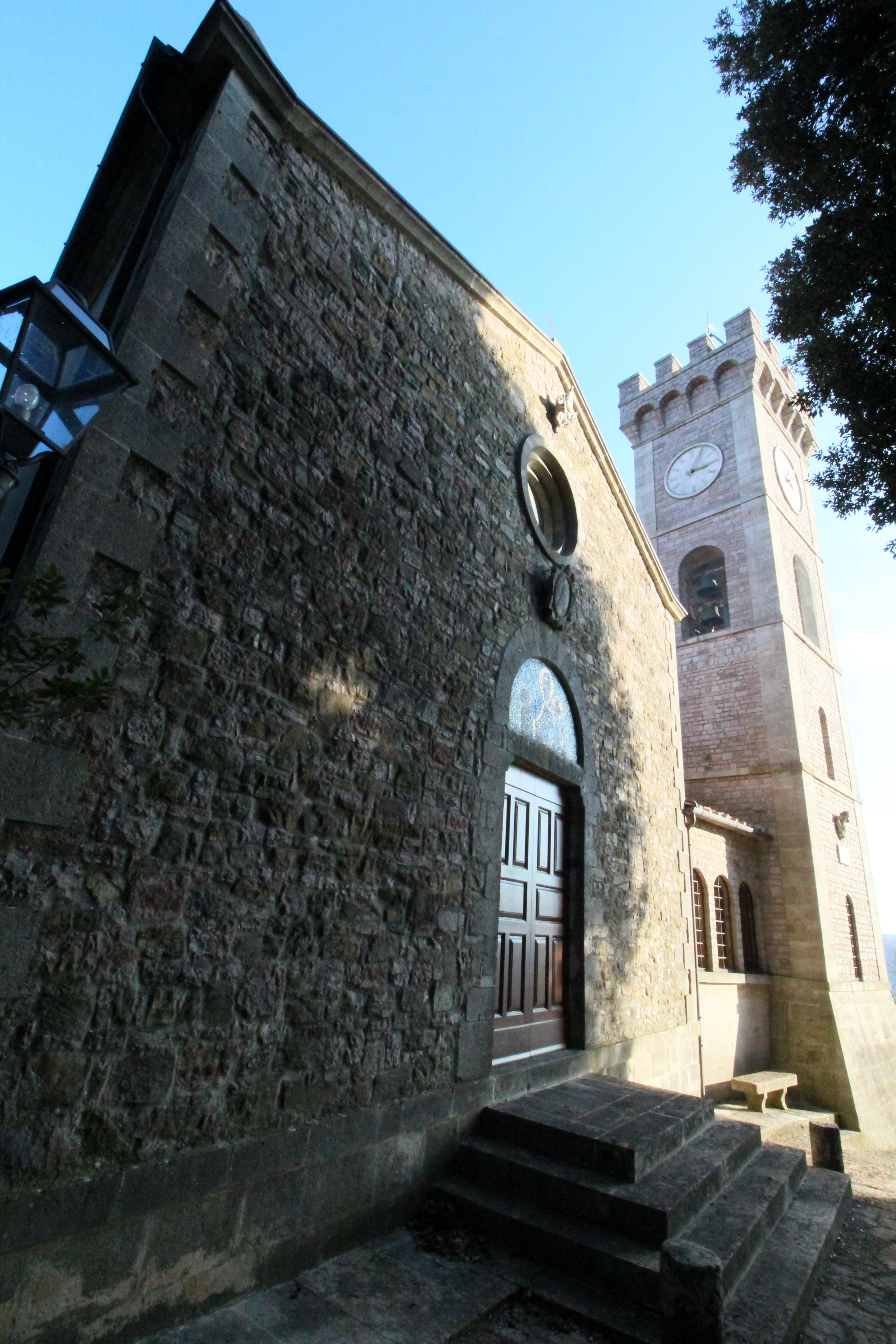
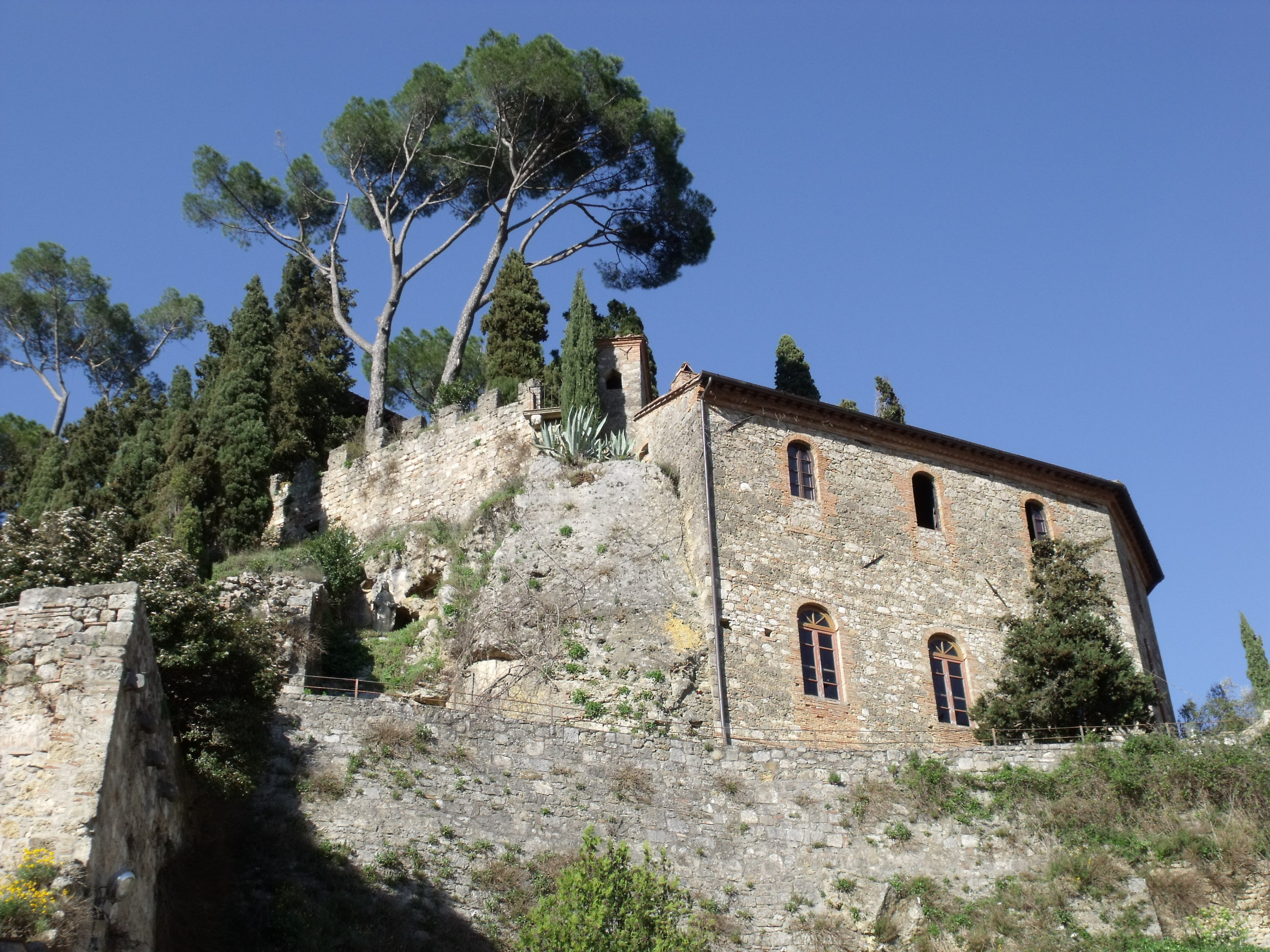
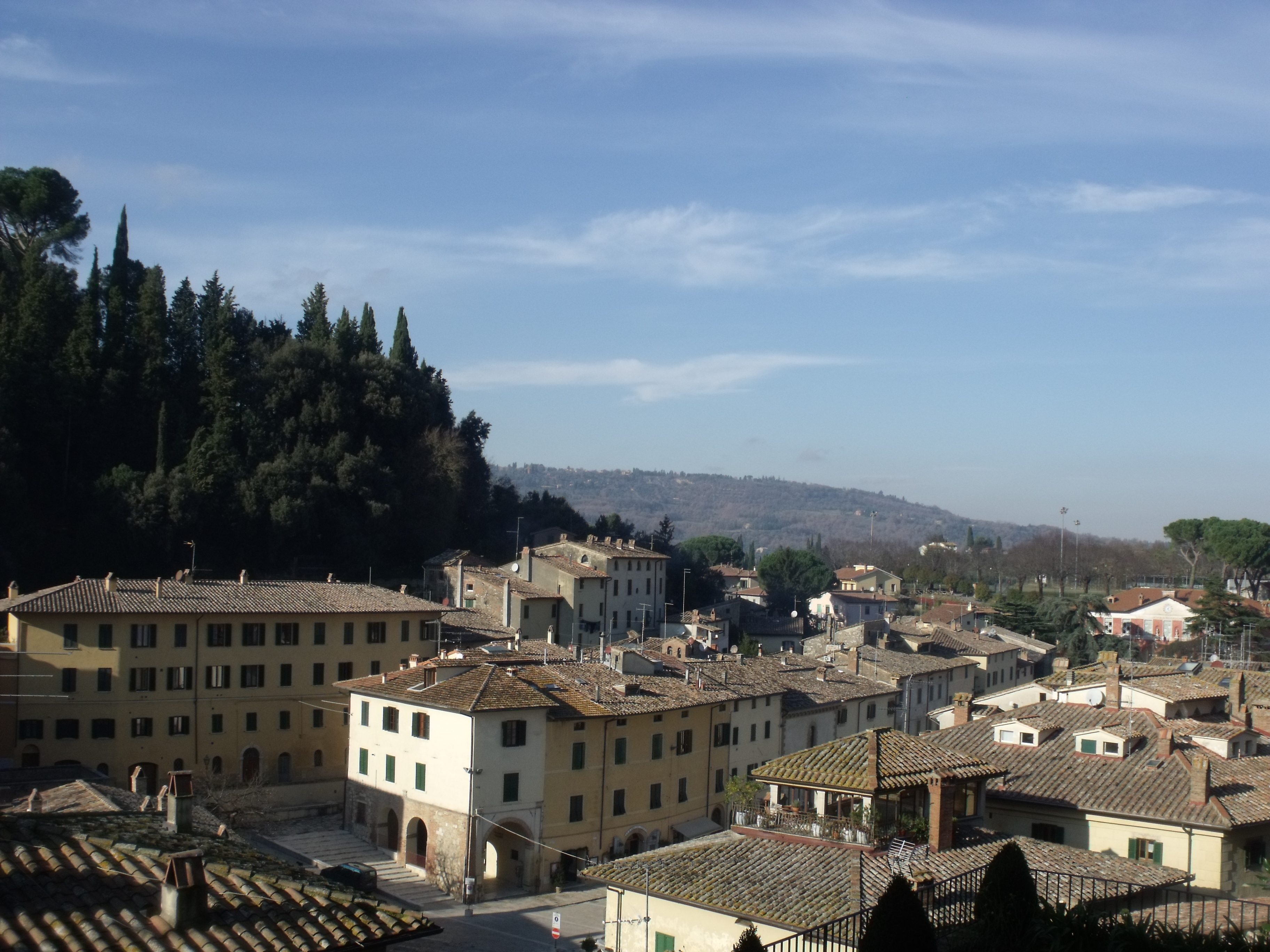
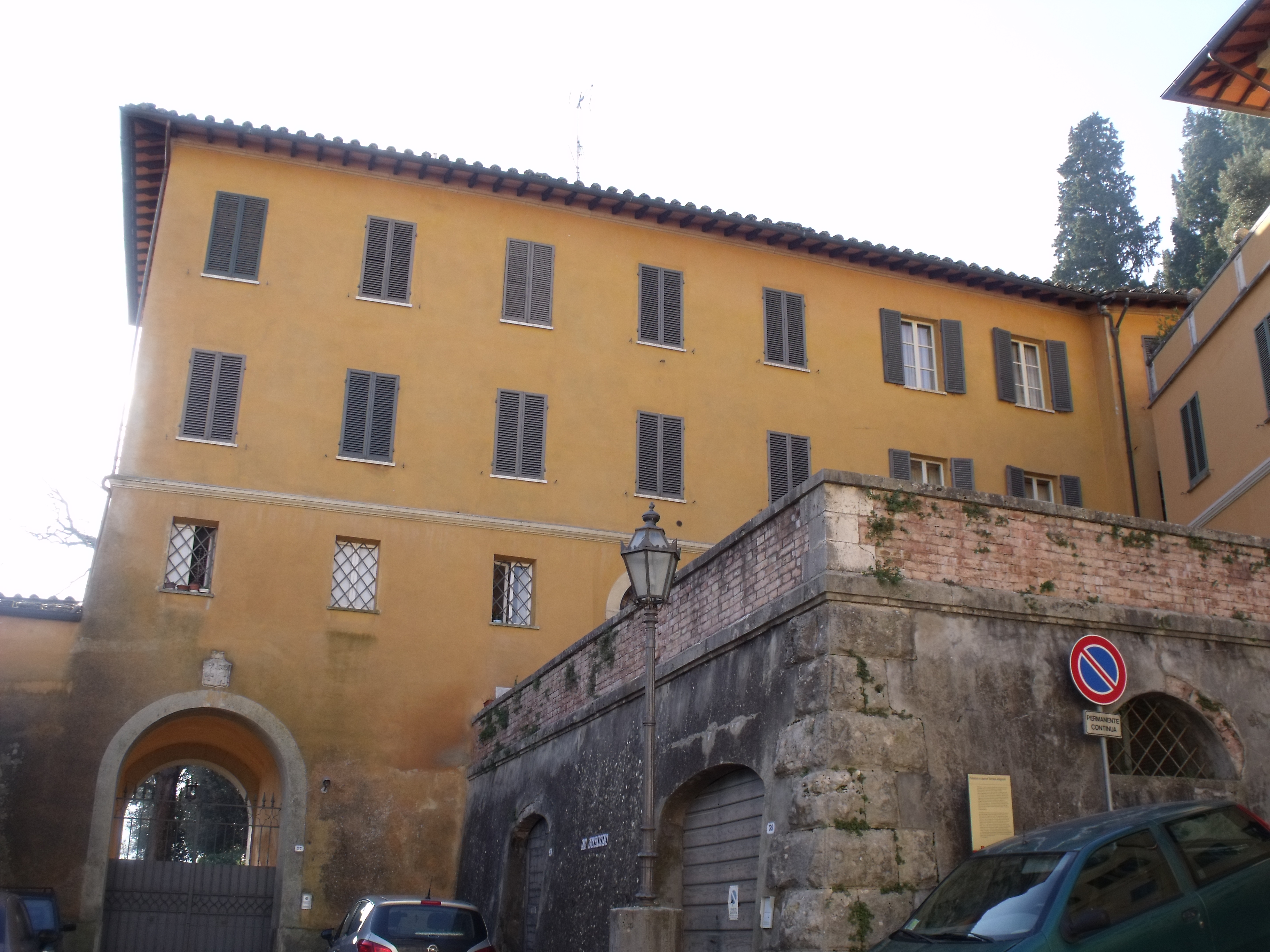

## Népesség
A település lakossága az elmúlt években az alábbi módon változott:
| Lakosok száma | 2711 | 2678 | 2488 |
|               | 2017 | 2018 | 2023 |